# Frederik Pohl
Frederik Pohl (26. november 1919 – 2. september 2013) var en amerikansk science fiction-forfatter og -redaktør. I sin tidlige ungdom boede han i New York City og var medlem af fangruppen Futurians. Han har været gift flere gange, og en af hans hustruer var Judith Merril, der også er en vigtig person i science fiction-miljøet.
Som teenager gik Pohl på den ansete Bronx High School of Science hvor han blev venner for livet med den ligeledes senere forfatter Isaac Asimov. Det var under depressionen og Pohl var nødt til at gå ud af skolen som 14-årig for at få et arbejde. Pohl blev medlem af USA's kommunistparti som teenager, men blev ekskluderet fordi de ældre medlemmer af partiet mente at hans interesse for science fiction kunne skade ungdommen.
Pohl var ven og samarbejdsparter med Cyril M. Kornbluth, som han skrev flere noveller og romaner med, blandt andre den dystopiske satiriske roman om en verden der styres af reklamebureauer, The Space Merchants (Rummets Kræmmere). Flere af hans noveller er nævneværdige på grund af deres satiriske kig på konsumsamfundet og reklamer i 1950'erne og 1960'erne: The Wizard of Pung's Corner, hvor prangende, overkompliceret militært udstyr viser sig at være nytteløst mod landmænd med haglgeværer, og The Tunnel Under the World (Tunnelen Under Verden), hvor et helt samfund er taget til fange af reklamefolk.
I 1970'erne gjorde Pohl comeback som forfatter med romaner som Man Plus og Heechee-serien. Han vandt Nebula-prisen for Man Plus i 1976 og igen i 1977 for Gateway (udgivet på dansk under samme navn), den første roman i Heechee-serien. I 1978 vandt Gateway også Hugo-romanprisen. En anden nævneværdig roman fra hans senere karriere er Jem (1980).
Fra omkring 1959 til 1969 redigerede Pohl science fiction-tidsskriftet Galaxy og søstertidsskriftet If; for det sidstnævnte vandt han Hugo-prisen tre år i træk. I midten af 1970'erne erhvervede han forlaget Bantam Books, og for dette redigerede han romaner, udgivet som "Frederik Pohl Selections"; de mest bemærkelsesværdige var Samuel R. Delanys Dhalgren og Joanna Russs The Female Man.